# 荊釵記
荊釵記，南戲劇本，作者不詳，一說是元人柯丹邱所著，王國維卻考定作者為明太祖第十七子寧王朱權。

## 故事梗概
《荊釵記》全劇四十八齣，敘述王十朋、錢玉蓮的故事，內容豐富，但結構及描寫不佳。錢玉蓮拒絕巨富孫汝權的求婚，寧肯嫁給以“荊釵”為聘的温州窮書生王十朋。後來王十朋中了狀元，因拒絕丞相万俟逼婚，被派往荒僻的潮陽，任職判官。孫汝權暗自更改王十朋的家書為“休書”，哄騙玉蓮上當；錢玉蓮的後母也逼她改嫁，玉蓮不從，投河自盡，為福建安撫使錢載和所救，收為義女。玉蓮以為十朋亡故。五年後，王十朋在吉安當太守，一日於道觀設醮追思亡妻，恰好玉蓮前去吉安道觀拈香，王、錢二人終於團圓。
徐渭的《南詞敘錄》說，《王十朋荊釵記》有兩個版本，一本是宋元間無名氏，另一是明初李景雲作。歷史上王十朋確有其人，南宋名臣，官至龍圖閣學士。千古名聯“雲朝朝朝朝朝朝朝朝散；潮長長長長長長長長消”，即出自其手。《荊釵記》雖是用了他的名字，但劇中情節卻與他的生平大不相同。李日華《紫桃軒雜輟》卷四記載，錢玉蓮是王十朋的女兒，孫汝權則是王十朋好友，孫汝權曾慫恿王十朋彈劾史浩獲罪，史浩懷恨在心，遂作《荊釵記》以誣之。

## 另見
- 七世夫妻
- 王十朋